# Landkreis Vorpommern-Rügen
Der Landkreis Vorpommern-Rügen ist ein seit dem Jahr 2011 bestehender Landkreis im deutschen Land Mecklenburg-Vorpommern. Er umfasst den nördlichen Teil Vorpommerns und einen kleinen Teil Mecklenburgs westlich von Recknitz und Trebel.
Kreisstadt ist die Hansestadt Stralsund. In Bergen auf Rügen, Grimmen, Ribnitz-Damgarten und Barth befinden sich Außenstellen der Kreisverwaltung. Der Landkreis ist Mitglied im länderübergreifenden Bund der Euroregion Pomerania.

## Geografie
Der Landkreis Vorpommern-Rügen grenzt im Südosten an den Landkreis Vorpommern-Greifswald, im Südwesten an den Landkreis Rostock, und ein kleiner Teil im Süden an den Landkreis Mecklenburgische Seenplatte.
Wichtigste Flüsse im Landkreis Vorpommern-Rügen sind die Recknitz, die Trebel und die Barthe. Zum Kreisgebiet gehört auch die größte Insel Deutschlands, Rügen, mit den zwei vorgelagerten Inseln Hiddensee und Ummanz. Ebenfalls gehört die Halbinselkette Fischland-Darß-Zingst südlich der Ostsee, die ein bedeutendes Tourismusgebiet darstellt, zum Kreisgebiet.
Vorpommern-Rügen ist der nach Fläche fünftgrößte Landkreis in der Bundesrepublik Deutschland.

## Geschichte

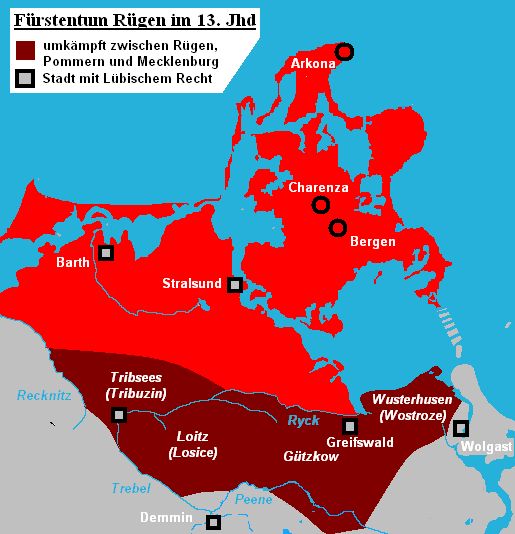
Fürstentum Rügen, Kern und größte Ausdehnung

Der heutige Landkreis Vorpommern-Rügen umfasst den nordwestlichen Teil Vorpommerns und im Westteil einen Streifen mecklenburgischen Kernlandes westlich von Recknitz und Trebel.
Obwohl der Kreis eine Neuschöpfung ist und zwischendurch andere Gebietseinteilungen bestanden, hat seine Ausdehnung große Ähnlichkeit mit dem slawischen Fürstentum Rügen, das nach heidnischer Vorgeschichte seit dem 10. Jahrhundert ab 1168 ein christliches Staatswesen war, zumeist lehensabhängig von Dänemark, und erst 1325 dem Herzogtum Pommern angeschlossen wurde.

### DDR
1945 wurde auf Veranlassung der Sowjetischen Besatzungsmacht das Land Mecklenburg-Vorpommern gegründet, das 1947 in Mecklenburg umbenannt wurde. Die mittlere Ebene der staatlichen Verwaltung in der Deutschen Demokratischen Republik (DDR) wurde 1952 umorganisiert. An die Stelle von Ländern traten DDR-Bezirke. Das Gebiet des „Landes Mecklenburg“ wurde auf die Bezirke Rostock, Schwerin und Neubrandenburg aufgeteilt.
Im Bezirk Rostock wurden zeitgleich auf dem Gebiet des heutigen Landkreises Vorpommern-Rügen die DDR-Kreise Rügen, Stralsund, Grimmen und Ribnitz-Damgarten sowie der Stadtkreis Stralsund gebildet. Die historische Grenze zwischen Pommern und Mecklenburg wurde bei der Planung der Kreise außer Acht gelassen. Dem Kreis Ribnitz-Damgarten wurden in diesem Zusammenhang einige westlich des ehemaligen Grenzflusses Recknitz gelegene mecklenburgische Gemeinden zugeordnet, was zur Folge hat, dass der heutige „Landkreis Vorpommern-Rügen“ auch aus Teilen mecklenburgischen Gebietes gebildet wird.

### Kreisgebietsreform 1994
1994 entstand durch die Fusion der ehemaligen DDR-Kreise Grimmen, Stralsund und Ribnitz-Damgarten der Landkreis Nordvorpommern. Der Landkreis Rügen bestand weiter, der Stadtkreis Stralsund als kreisfreie Stadt Stralsund ebenfalls.

### Kreisgebietsreform 2011
Der jetzige Landkreis Vorpommern-Rügen (Planungsname: Landkreis Nordvorpommern) entstand im Zuge der Kreisgebietsreform Mecklenburg-Vorpommern 2011 am 4. September 2011 aus den Landkreisen Nordvorpommern und Rügen sowie der bislang kreisfreien Hansestadt Stralsund. Als Kreisstadt wurde Stralsund festgelegt.
Am Tag des Inkrafttretens der Kreisgebietsreform und zeitgleich mit der Landtagswahl wählten die Wähler den neuen Kreistag und stimmten über den Kreisnamen ab. Zur Wahl stand auch der Name Ostseekreis Stralsund, vorgeschlagen vom Landkreis Nordvorpommern und der Hansestadt Stralsund. „Vorpommern-Rügen“ gewann mit einer knappen Mehrheit von 51,0 % der abgegebenen Stimmen.

## Städte, Gemeinden und Ämter
Größte Stadt und Kreissitz des Landkreises ist Stralsund, das gemeinsam mit dem nahen Greifswald ein Oberzentrum der Region bildet. Die nächstgrößten Städte in Vorpommern-Rügen sind Ribnitz-Damgarten, Bergen auf Rügen und Grimmen, die ihrerseits Mittelzentren sind.
Im Regionalen Raumentwicklungsprogramm Vorpommern (RREP) von 2010 sind zudem folgende Grundzentren im Landkreis definiert: Bad Sülze, Barth, Binz, Franzburg/Richtenberg, Garz/Rügen, Marlow, Putbus, Sagard, Samtens, Sassnitz, Sellin/Baabe, Tribsees und Zingst. Der westliche Teil des Landkreises profitiert zudem durch die Nähe zur Regiopole Rostock mit ihren vielfältigen Angeboten.
Städte und Gemeinden samt der Zahl der Einwohner am 31. Dezember 2023:
Amtsfreie Gemeinden
1. Binz (5009)
2. Grimmen, Stadt (9148)
3. Marlow, Stadt (4497)
4. Putbus, Stadt (4445)
5. Sassnitz, Stadt (9040)
6. Stralsund, Hansestadt und Große kreisangehörige Stadt (54.128)
7. Süderholz [Sitz: Poggendorf] (3959)
8. Zingst (2879)

Ämter mit amtsangehörigen Gemeinden und Städten

* Sitz der Amtsverwaltung
| - 1. Amt Altenpleen (7620) 1. Altenpleen * (972) 2. Groß Mohrdorf (772) 3. Klausdorf (686) 4. Kramerhof (1933) 5. Preetz (1120) 6. Prohn (2137) - 2. Amt Barth (14.378) 1. Barth, Stadt * (7748) 2. Divitz-Spoldershagen (538) 3. Fuhlendorf (825) 4. Karnin (234) 5. Kenz-Küstrow (521) 6. Löbnitz (600) 7. Lüdershagen (562) 8. Pruchten (739) 9. Saal (1459) 10. Trinwillershagen (1152) - 3. Amt Bergen auf Rügen (20.434) 1. Bergen auf Rügen, Stadt * (13.649) 2. Buschvitz (228) 3. Garz/Rügen, Stadt (2188) 4. Gustow (588) 5. Lietzow (231) 6. Parchtitz (750) 7. Patzig (419) 8. Poseritz (937) 9. Ralswiek (249) 10. Rappin (302) 11. Sehlen (893) - 4. Amt Darß/Fischland (6275) 1. Ahrenshoop (629) 2. Born a. Darß * (1020) 3. Dierhagen (1510) 4. Prerow (1256) 5. Wieck a. Darß (707) 6. Wustrow (1153) | - 5. Amt Franzburg-Richtenberg (7235) 1. Franzburg, Stadt * (1244) 2. Glewitz (530) 3. Gremersdorf-Buchholz (608) 4. Millienhagen-Oebelitz (306) 5. Papenhagen (519) 6. Richtenberg, Stadt (1305) 7. Splietsdorf (491) 8. Velgast (1474) 9. Weitenhagen (235) 10. Wendisch Baggendorf (523) - 6. Amt Miltzow (6957) 1. Elmenhorst (680) 2. Sundhagen * (5147) 3. Wittenhagen (1130) - 7. Amt Mönchgut-Granitz (7107) 1. Baabe * (921) 2. Göhren (1256) 3. Lancken-Granitz (467) 4. Mönchgut (1282) 5. Sellin (2513) 6. Zirkow (668) - 8. Amt Niepars (9352) 1. Groß Kordshagen (290) 2. Jakobsdorf (441) 3. Lüssow (851) 4. Niepars * (2369) 5. Pantelitz (903) 6. Steinhagen (2534) 7. Wendorf (847) 8. Zarrendorf (1117) | - 9. Amt Nord-Rügen (7513) 1. Altenkirchen (885) 2. Breege (566) 3. Dranske (1041) 4. Glowe (987) 5. Lohme (464) 6. Putgarten (181) 7. Sagard * (2404) 8. Wiek (985) - 10. Amt Recknitz-Trebeltal (8356) 1. Bad Sülze, Stadt (1652) 2. Dettmannsdorf (1029) 3. Deyelsdorf (455) 4. Drechow (215) 5. Eixen (681) 6. Grammendorf (509) 7. Gransebieth (513) 8. Hugoldsdorf (123) 9. Lindholz (613) 10. Tribsees, Stadt * (2566) - 11. Amt Ribnitz-Damgarten (18.374) 1. Ahrenshagen-Daskow (2207) 2. Ribnitz-Damgarten, Stadt * (15.241) 3. Schlemmin (269) 4. Semlow (657) - 12. Amt West-Rügen (9469) 1. Altefähr (1275) 2. Dreschvitz (758) 3. Gingst (1292) 4. Insel Hiddensee (926) 5. Kluis (386) 6. Neuenkirchen (271) 7. Rambin (919) 8. Samtens * (2028) 9. Schaprode (413) 10. Trent (645) 11. Ummanz (556) |

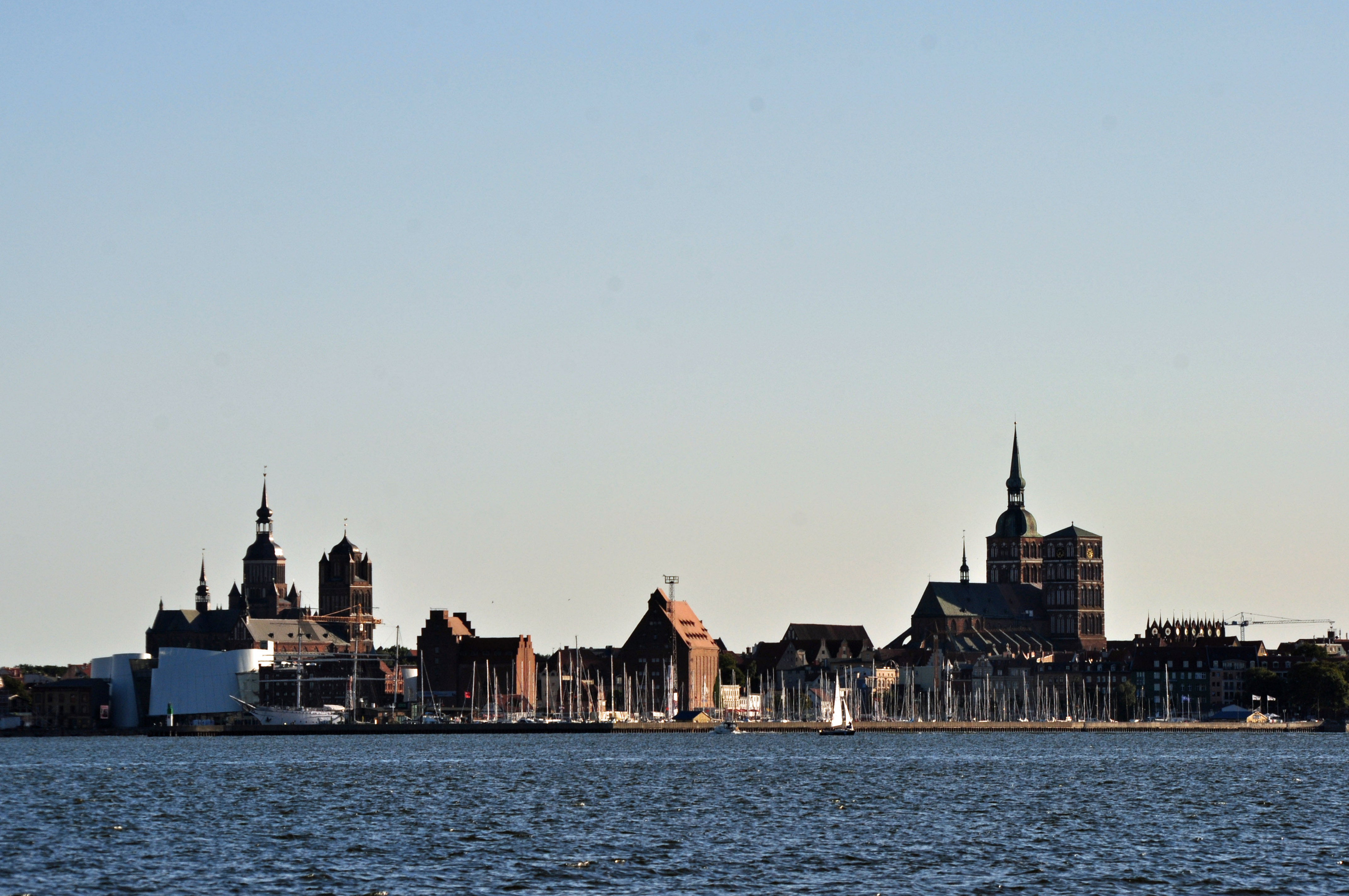
Stralsund
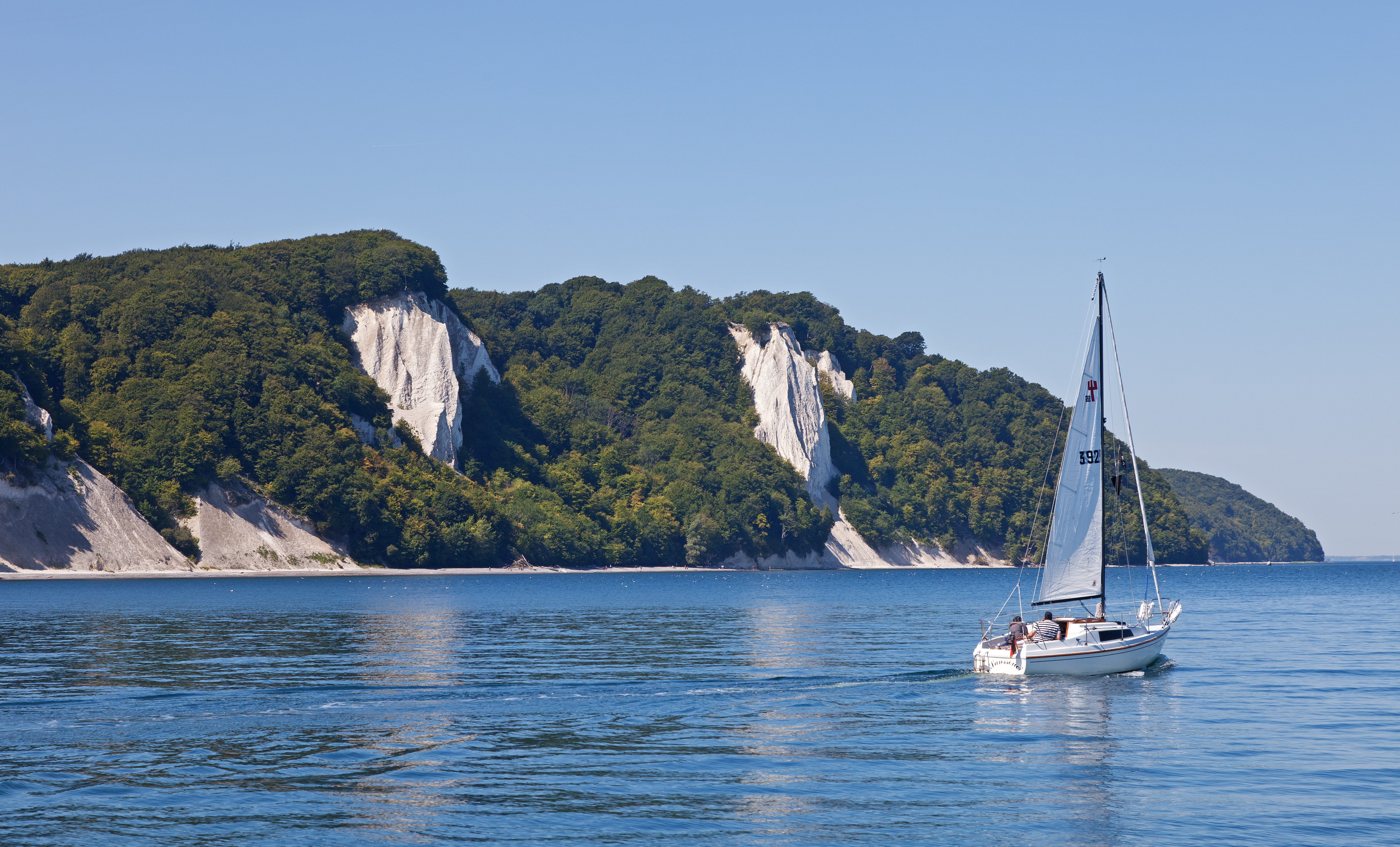
Nationalpark Jasmund auf Rügen
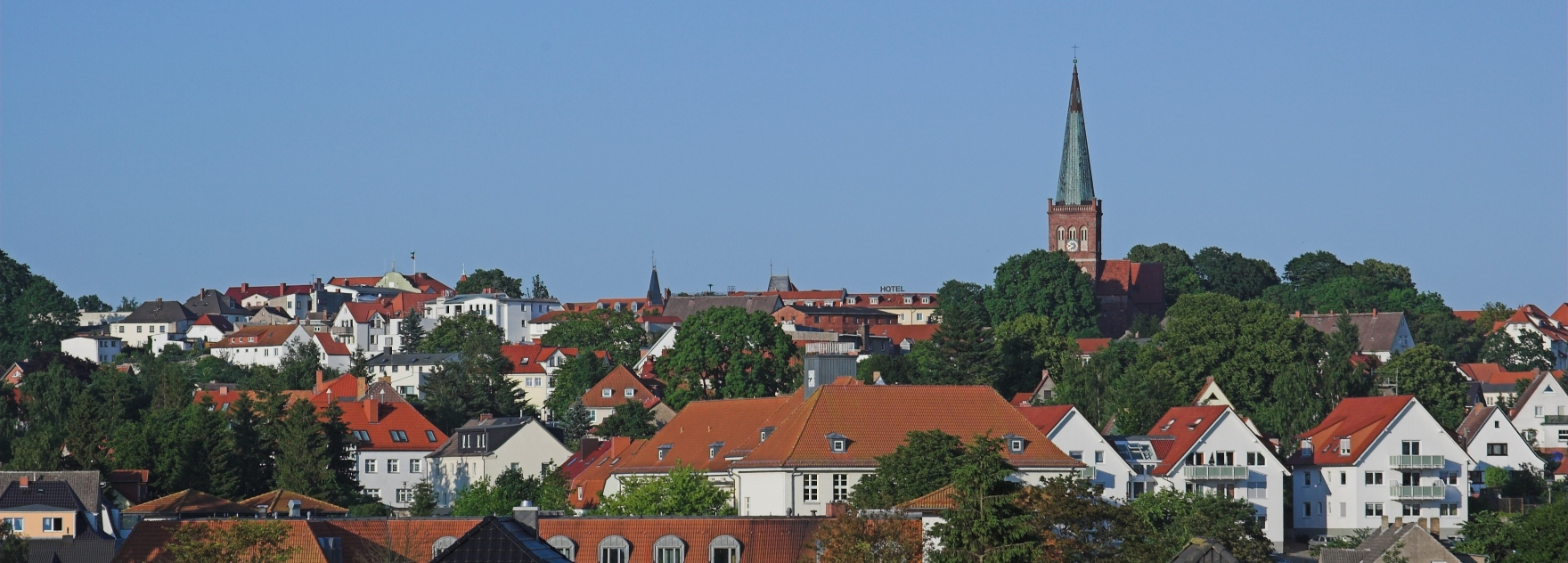
Bergen auf Rügen
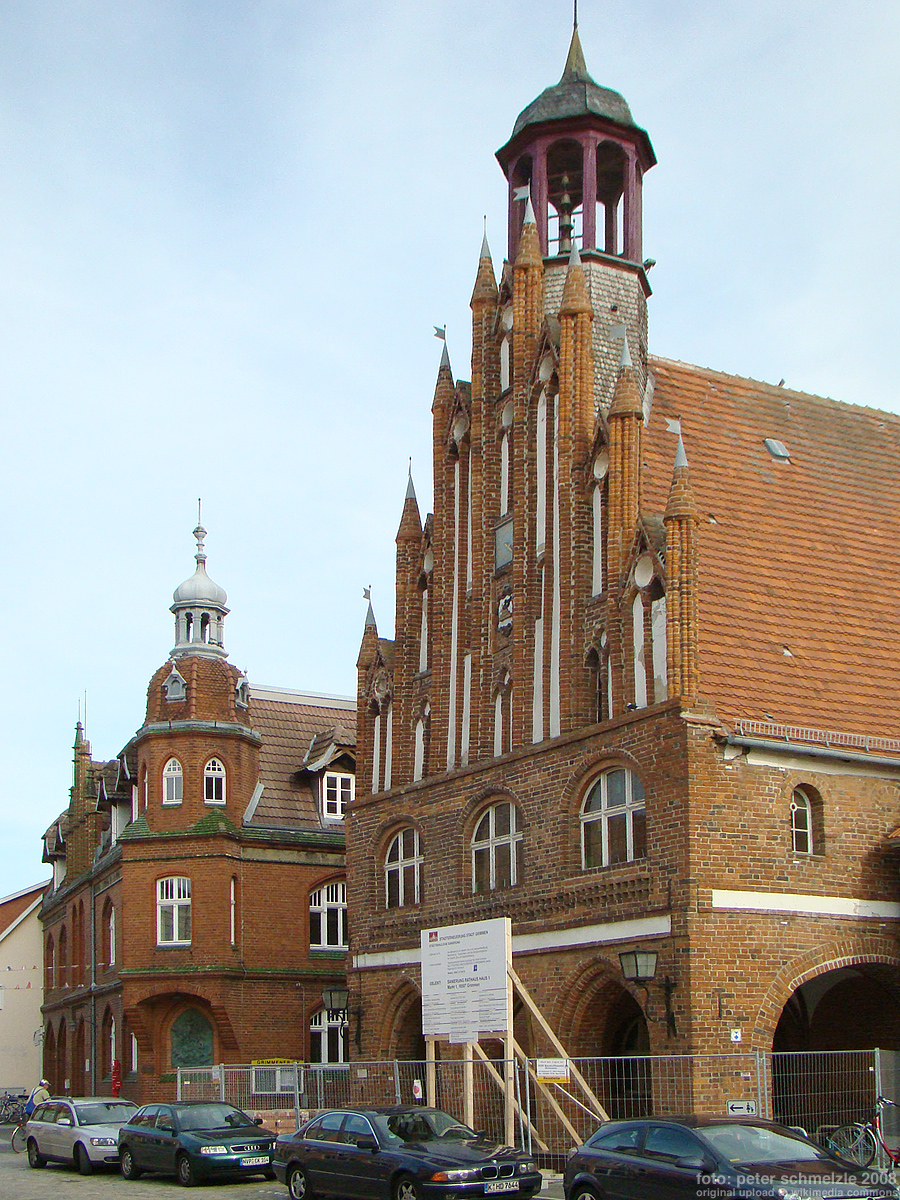
Rathaus in Grimmen
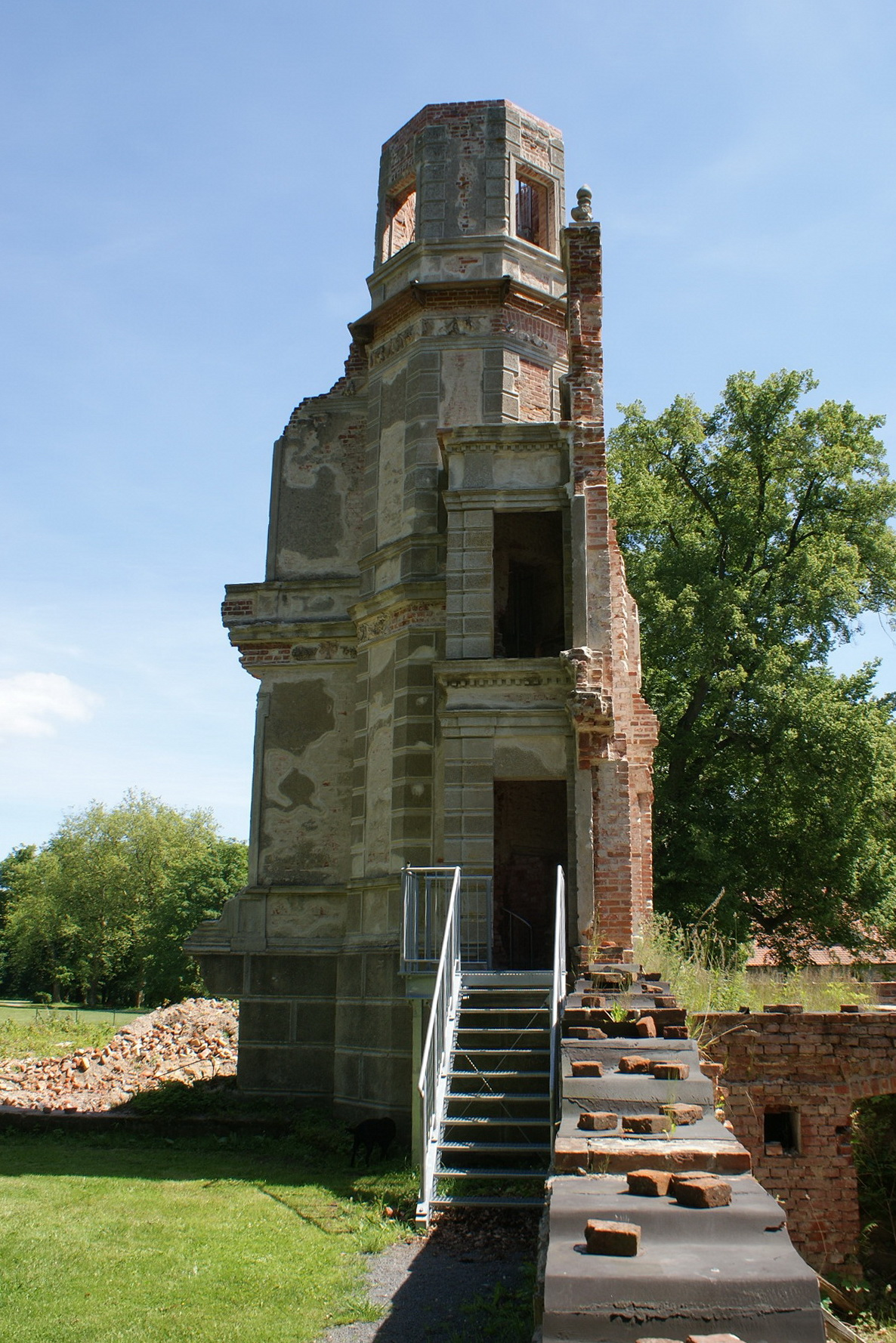
Schlossruine Pansevitz
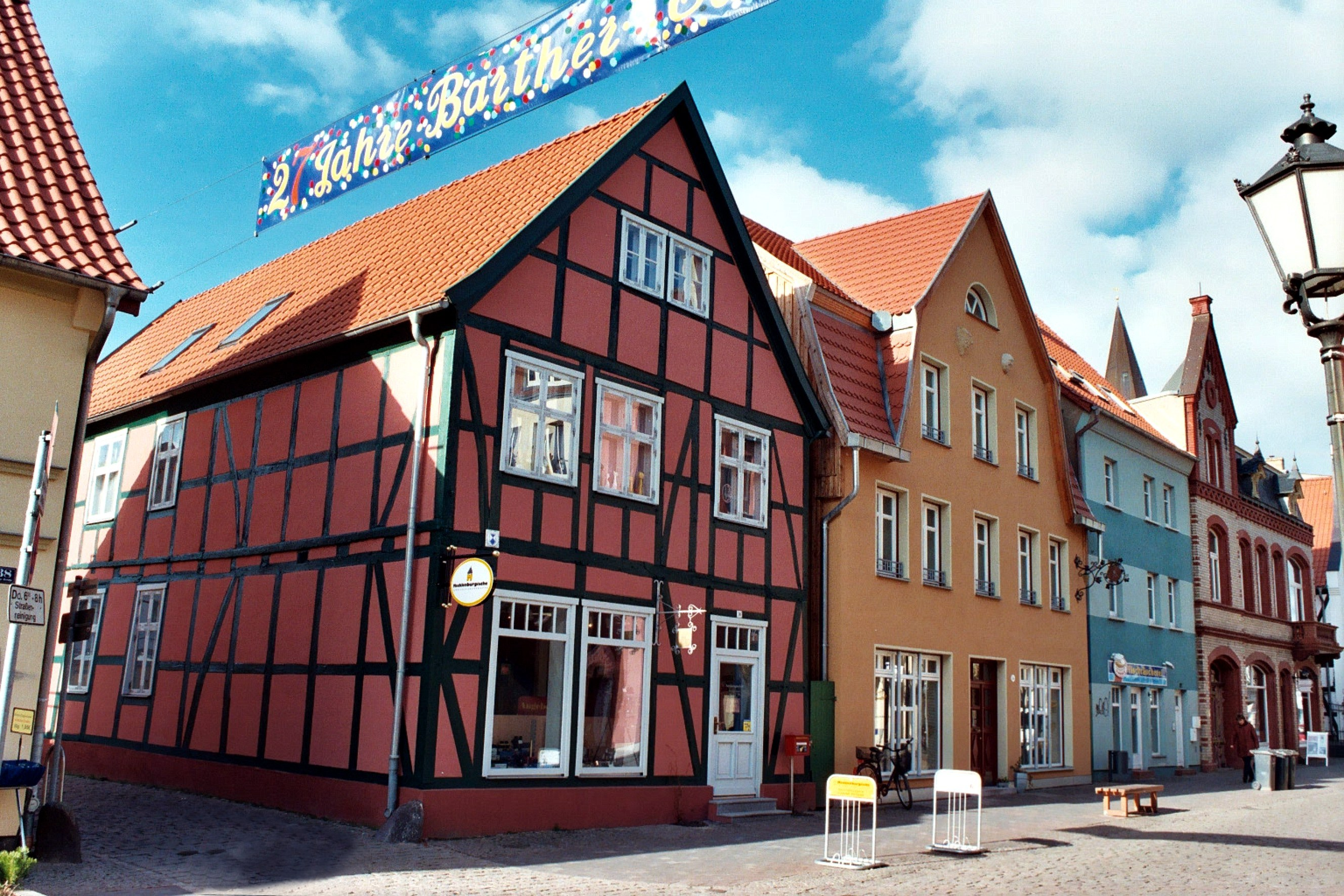
Barth

### Gebietsänderungen
- Auflösung der Gemeinde Bartelshagen II b. Barth – Eingliederung in die Gemeinde Saal (1. Januar 2014)
- Auflösung der Gemeinden Gager, Middelhagen und Thiessow – Zusammenschluss zur Gemeinde Mönchgut (1. Januar 2018)
- Auflösung der Gemeinden Kummerow und Neu Bartelshagen – Eingliederung in die Gemeinde Niepars (26. Mai 2019)

## Politik

### Kreistag
| Kreistagswahl Vorpommern-Rügen 2024Wahlbeteiligung: 61,6 % 3020100 28,9 %25,7 %9,4 %7,6 %5,0 %4,4 %3,4 %2,7 %2,4 %2,0 %1,7 %6,8 % CDUAfDLinkeSPDGrüneBfSBVRFDPDie UnabhängigenFRFWSonst.Gewinne und Verlusteim Vergleich zu 2019 %p 12 10 8 6 4 2 0 −2 −4 −6 −8−0,3 %p+10,8 %p−6,9 %p−2,1 %p−5,2 %p−0,7 %p+0,1 %p−1,1 %p+2,4 %p−0,3 %p−0,5 %p+3,8 %pCDUAfDLinkeSPDGrüneBfSBVRFDPDie UnabhängigenFRFWSonst. | Sitzverteilung im Kreistag Vorpommern-Rügen seit 2024Insgesamt 69 Sitze - Linke: 7 - PARTEI: 1 - SPD: 5 - Grüne: 4 - WG Sozial: 1 - BVR: 2 - BfS: 3 - FR: 1 - Die Unabhängigen: 2 - BkW: 1 - FW: 1 - FDP: 2 - CDU: 20 - AfD: 18 - EB Schneider: 1 |

#### Vergangene Wahlen
| Parteien und Wählergemeinschaften | Parteien und Wählergemeinschaften               | Prozent 2024 | Sitze 2024 | Prozent 2019 | Sitze 2019 | Prozent 2014 | Sitze 2014 | Prozent 2011 | Sitze 2011 | Prozent 2009 |
| --------------------------------- | ----------------------------------------------- | ------------ | ---------- | ------------ | ---------- | ------------ | ---------- | ------------ | ---------- | ------------ |
| CDU                               | Christlich Demokratische Union Deutschlands     | 28,9         | 20         | 29,2         | 20         | 41,1         | 28         | 35,1         | 24         | 40,3         |
| AfD                               | Alternative für Deutschland                     | 25,7         | 18         | 14,9         | 10         | 4,6          | 3          | —            | —          | —            |
| DIE LINKE                         | DIE LINKE                                       | 9,4          | 7          | 16,3         | 11         | 16,9         | 12         | 19,5         | 14         | 20,1         |
| SPD                               | Sozialdemokratische Partei Deutschlands         | 7,6          | 5          | 9,7          | 7          | 13,4         | 9          | 19,4         | 14         | 11,9         |
| GRÜNE                             | Bündnis 90/Die Grünen                           | 5,0          | 4          | 10,2         | 7          | 5,6          | 4          | 6,2          | 4          | 2,3          |
| Bürger für Stralsund              | Bürger für Stralsund                            | 4,4          | 3          | 5,1          | 4          | 3,6          | 3          | 3,0          | 2          | 2,8          |
| BVR                               | Bürger für Vorpommern-Rügen                     | 3,4          | 2          | 3,3          | 2          | —            | —          | —            | —          | —            |
| FDP                               | Freie Demokratische Partei                      | 2,7          | 2          | 3,8          | 3          | 3,6          | 3          | 4,8          | 3          | 9,3          |
| Die Unabhängigen                  | Die Unabhängigen                                | 2,4          | 2          | —            | —          | —            | —          | —            | —          | —            |
| FR                                | FÜR RÜGEN                                       | 2,0          | 1          | 2,3          | 2          | —            | —          | —            | —          | —            |
| FREIE WÄHLER                      | FREIE WÄHLER                                    | 1,7          | 1          | 2,2          | 2          | —            | —          | —            | —          | —            |
| Die PARTEI                        | Die PARTEI                                      | 1,1          | 1          | —            | —          | —            | —          | —            | —          | —            |
| WG Sozial                         | Wählergemeinschaft Sozial                       | 0,7          | 1          | —            | —          | —            | —          | —            | —          | —            |
| BkW                               | Bürger für konservative Werte                   | 0,6          | 1          | —            | —          | —            | —          | —            | —          | —            |
| A: SAHRA                          | Achtung: STOLZ auf ARBEIT, HEIMAT, RÜGEN AUTARK | 0,5          | 0          | —            | —          | —            | —          | —            | —          | —            |
| Heimat                            | Die Heimat                                      | 0,5          | 0          | 0,8          | 0          | 2,5          | 2          | 4,3          | 3          | 2,2          |
| WGW                               | Wählergemeinschaft Gemeinde Wittenhagen         | 0,4          | 0          | 0,4          | 0          | 0,4          | —          | —            | —          | 0,4          |
| LfK                               | Lobbyisten für Kinder                           | 0,4          | 0          | —            | —          | —            | —          | —            | —          | —            |
| BFW                               | Bergener Freie Wähler                           | 0,4          | 0          | —            | —          | —            | —          | —            | —          | —            |
| DKP                               | Deutsche Kommunistische Partei                  | 0,3          | 0          | 0,3          | 0          | —            | —          | —            | —          | —            |
| Adomeit                           | Wählergruppe Adomeit                            | 0,3          | 0          | 0,9          | 1          | 1,5          | 1          | 1,0          | 1          | 1,3          |
| BfB                               | Bürger für Baabe                                | 0,2          | 0          | —            | —          | —            | —          | —            | —          | —            |
| DF                                | DIE FREIEN                                      | —            | —          | 0,4          | 0          | —            | —          | —            | —          | —            |
| Bauernverband                     | Bauernverband und Ländlicher Raum               | —            | —          | —            | —          | 3,6          | 3          | 3,1          | 2          | 1,6          |
| BFR                               | BÜNDNIS FÜR RÜGEN                               | —            | —          | —            | —          | 1,8          | 1          | 2,8          | 2          | 3,6          |
| Sonst.                            | Sonstige                                        | —            | —          | —            | —          | —            | —          | —            | —          | 3,5          |
| EB                                | Einzelbewerber                                  | 1,6          | 1          | —            | —          | 1,4          | 0          | 0            | 0          | 0,6          |
| Gesamt                            | Gesamt                                          | 100          | 69         | 100          | 69         | 100          | 69         | 100          | 69         | 100          |
| Wahlbeteiligung in Prozent        | Wahlbeteiligung in Prozent                      | 61,6 %       | 61,6 %     | 54,3         | 54,3       | 44,6         | 44,6       | 48,1         | 48,1       | 45,0         |

- Sonstige: 2009: FORUM (1,9 %), FWG Niepars (0,7 %), WG Prohn (0,5 %), RP (0,2 %) und REP (0,2 %).
- Einzelbewerber: 2014: Henning Heyden (0,4 %), Mario Galepp (0,3 %), Rita Falkert (0,2 %), Frank Seifert (0,2 %), Wolfgang Fröhlich (0,1 %), Manfred Butter (0,1 %) und Sebastian Koesling (0,1 %); 2011: Hans-Jürgen Fritzsche (0,3 %), Bodo Teichmann (0,2 %), Karl-Heinz Grießbach (0,2 %) und Wolfgang Fröhlich (0,1 %); 2009: k. A.
- Das Ergebnis der Kreistagswahl 2009 wurde umgerechnet auf das Wahlgebiet 2011.

Im Kreistag haben sich folgende Fraktionen gebildet: CDU (20 Mitglieder), DIE LINKE. (11 Mitglieder), GRÜNE/FR (9 Mitglieder), SPD (7 Mitglieder), FDP/Bürger für Stralsund (7 Mitglieder), AfD (6 Mitglieder), BVR/FREIE WÄHLER (4 Mitglieder). 4 Mitglieder der AfD haben eine separate Fraktion gebildet, die zu Beginn den Namen AfD2 trug, sich später in AfVR (Alternative Fraktion Vorpommern-Rügen) umbenannte und sich schließlich am 31. Dezember 2019 auflöste. Somit gibt es aktuell (April 2020) 5 fraktionslose Kreistagsmitglieder: Ex-AfD (4 Mitglieder) und Adomeit (1 Mitglied).
Von 2011 bis 2019 haben CDU und SPD im Kreistag eine Koalition gebildet. Diese verlor bei der Wahl 2019 ihre Mehrheit. Aktuell gibt es keine formelle Koalition im Kreistag.

### Landrat
Der Landrat wurde in einer Stichwahl zwischen Stefan Kerth (SPD) und Andreas Kuhn (CDU) am 10. Juni 2018 entschieden. Seit dem 10. Oktober 2018 ist der gewählte Landrat der SPD-Kandidat Stefan Kerth, der am 6. November 2023 den Austritt aus der Partei bekannt gab.
| Kandidat                             | 1. Wahlgang (27. Mai 2018) | 1. Wahlgang (27. Mai 2018) | Stichwahl (10. Juni 2018) | Stichwahl (10. Juni 2018) |
| Kandidat                             | Stimmen                    | Anteil                     | Stimmen                   | Anteil                    |
| ------------------------------------ | -------------------------- | -------------------------- | ------------------------- | ------------------------- |
| Stefan Kerth (SPD)                   | 15.468                     | 28,7 %                     | 22.387                    | 56,6 %                    |
| Andreas Kuhn (CDU)                   | 18.617                     | 34,6 %                     | 17.197                    | 43,4 %                    |
| Steffen Bartsch-Brüdgam (Die Linke)  | 6.751                      | 15,1 %                     |                           |                           |
| Dirk Niehaus (Bündnis 90/Die Grünen) | 2.602                      | 4,8 %                      |                           |                           |
| Wahlberechtigte                      | 193.125                    | 100,0 %                    | 192.923                   | 100,0 %                   |
| davon abgegebene Stimmen             | 54.660                     | 28,3 %                     | 40.309                    | 20,9 %                    |
| davon gültige Stimmen                | 53.883                     | 98,6 %                     | 39.584                    | 98,2 %                    |

1. ↑  Um gewählt zu werden, benötigt ein Kandidat mehr als die Hälfte aller gültigen Stimmen
2. ↑  Der Kandidat, der die meisten Stimmen auf sich vereinen kann, ist gewählt.

### Wappen, Flagge und Dienstsiegel
Der Kreistag hat am 17. Dezember 2012 die Führung des nachstehend beschriebenen Wappens beschlossen, die der Minister für Inneres und Sport des Landes Mecklenburg-Vorpommern durch Urkunde vom 7. März 2013 genehmigte. Das Wappen wurde unter der Nummer 345 in die Wappenrolle des Landes eingetragen.
| Wappen des Landkreises Vorpommern-Rügen | Blasonierung: „Über blauem Schildfuß, darin ein schreitender rot gezungter goldener Greif mit aufgeworfenem Schweif, gespalten vorn in Gold ein linksgewendeter, aufgerichteter, rot gezungter schwarzer Greif mit aufgeworfenem Schweif, die unteren Schwungfedern des Flügels silbern, hinten in Gold ein aus schwebenden, offenen roten Stufengiebel aus fünf Steinen wachsender, rot gekrönter, gezungter und bewehrter, doppelgeschweifter schwarzer Löwe. Dem Spalt aufgelegt zwischen den Fängen des Greifen und den Pranken des Löwen, die nicht berührend, ein roter Schild mit einer silbernen Pfeilspitze überhöht von einem silbernen Tatzenkreuz.“ |
| Wappen des Landkreises Vorpommern-Rügen | Wappenbegründung: Die gewählten Symbole des Wappens geben die historischen Wurzeln des heutigen Landkreises Vorpommern-Rügen wieder, alle Teile des neuen Landkreises sind repräsentiert: Der schwarze Greif steht für die vorpommerschen Gebiete. Er ist schon seit dem Mittelalter das Symbol für Vorpommern und geht auf das Wappen des ehemaligen Herzogtums Pommern-Barth zurück. Das größte Gebiet des neuen Kreises ist der ehemalige Landkreis Nordvorpommern. Rügen, sowohl der Kreis als auch die Insel, wurde bereits seit dem 13. Jahrhundert von einem schwarzen Löwen auf einem roten Stufengiebel symbolisiert. Das Wappen der Hansestadt Stralsund wird von Greif und Löwe mittig gehalten. Der blaue Schildfuß mit dem schreitenden goldenen Greifen symbolisiert den mecklenburgischen Teil des neuen Kreisgebiets, die Teile der ehemaligen Herrschaft Rostock. |

Bis 2011 kreisfreie Hansestadt Stralsund
Ehemaliger Landkreis Nordvorpommern
Ehemaliger Landkreis Rügen
Rostock

Die Gemeindewappen des Landkreises sind in der Liste der Wappen im Landkreis Vorpommern-Rügen aufgeführt.
Der Kreistag hat am 2. September 2013 die Annahme der nachstehend beschriebenen Flagge beschlossen. Die Genehmigung durch das zuständige Innenministerium steht noch aus. Allerdings hat es bereits mit Schreiben vom 7. August 2013 auf die Genehmigungsfähigung des jetzt beschlossenen Entwurfs hingewiesen.

#### Flaggenbeschreibung
„Die Flagge des Landkreises Vorpommern-Rügen ist gleichmäßig längs gestreift von Blau und Gelb. In der Mitte des Flaggentuches liegt, auf jeweils zwei Drittel der Höhe des blauen und des gelben Streifens übergreifend, das Landkreiswappen. Die Höhe des Flaggentuches verhält sich zur Länge wie 3:5.“

#### Dienstsiegel
Der Landkreis Vorpommern-Rügen führt ein Dienstsiegel. Das Dienstsiegel enthält das Wappen mit der Umschrift „Landkreis Vorpommern-Rügen“ in Großbuchstaben mit einer fortlaufenden Nummerierung. Vor der Annahme und Genehmigung eines eigenen Kreiswappens führte der Landkreis das kleine Landessiegel mit dem Wappenbild des Landesteiles Vorpommern, einen aufgerichteten Greifen mit aufgeworfenem Schweif als Dienstsiegel.

## Verkehr

### Verkehr in Stralsund

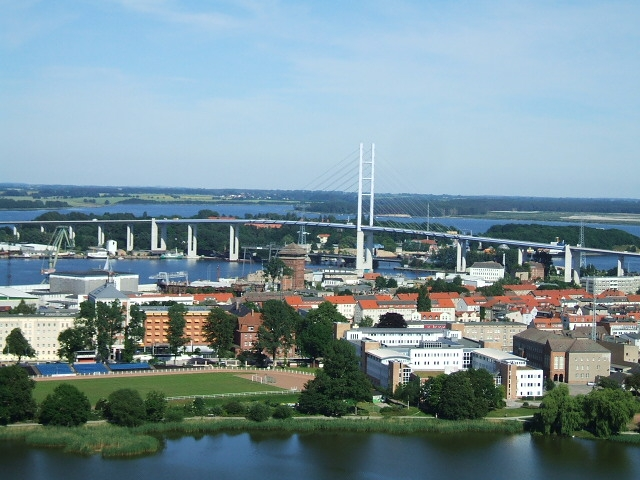
Die Rügenbrücke verbindet das Festland mit Rügen, der größten deutschen Insel

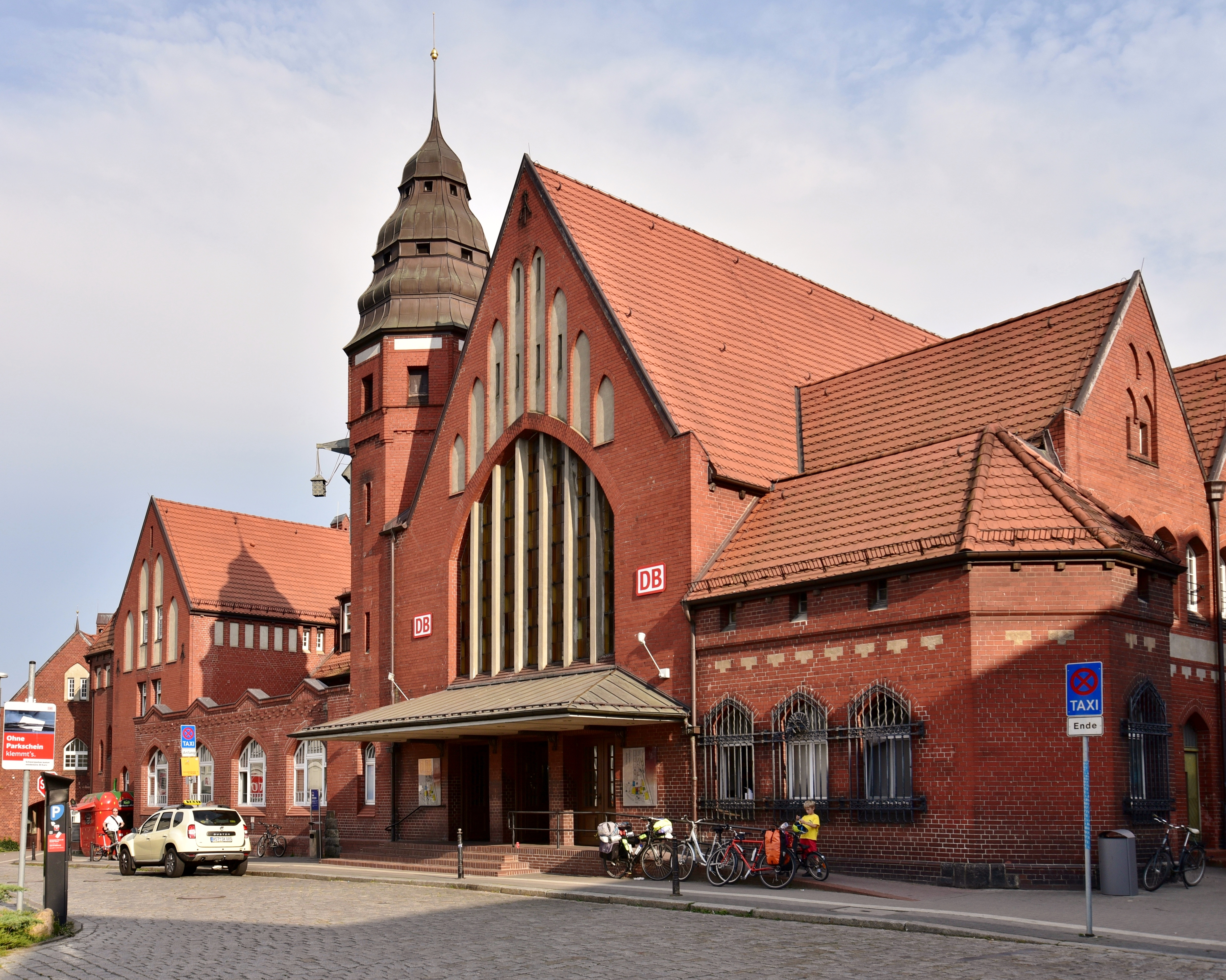
Stralsund Hauptbahnhof

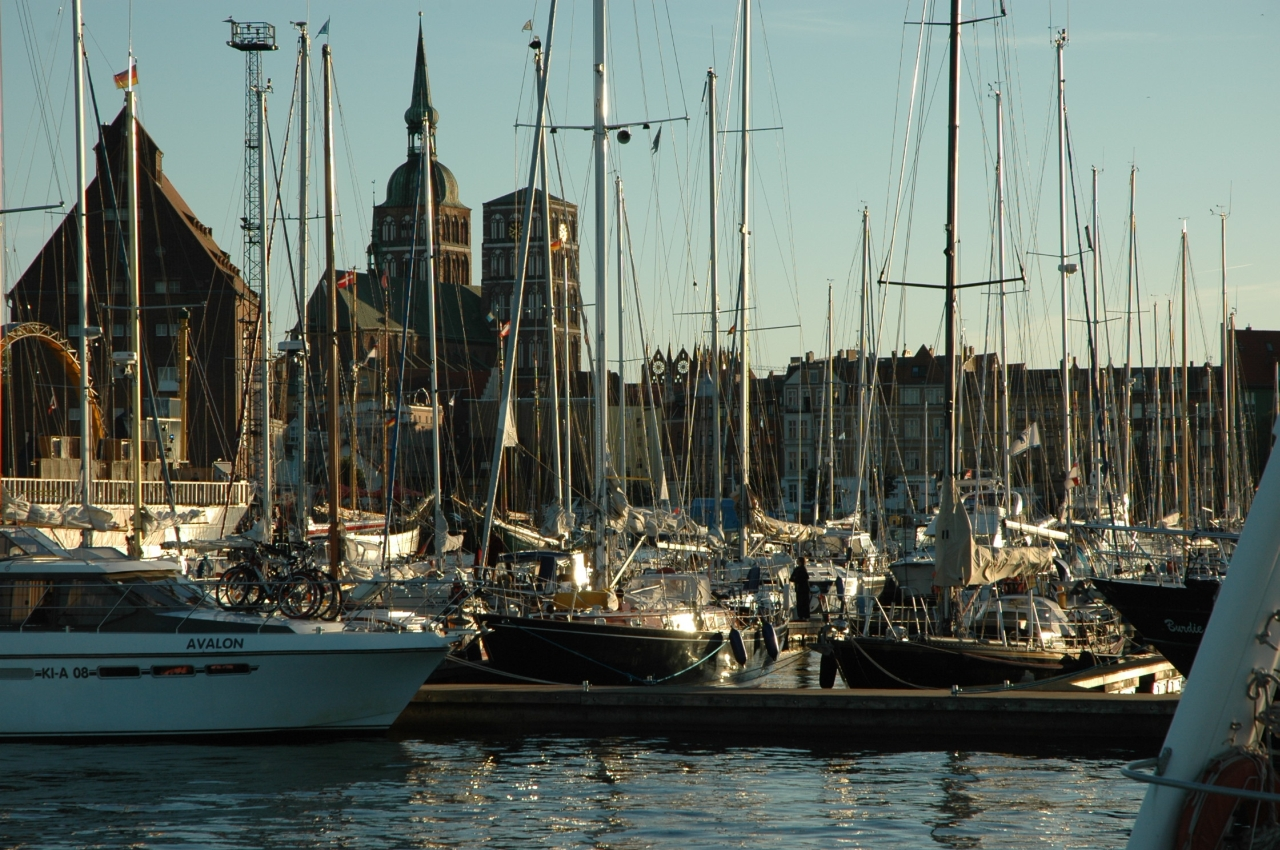
Stralsunder Yachthafen

Das bedeutendste Verkehrsbauwerk bei Stralsund ist seit 2007 die als Hochbrücke errichtete neue Rügenbrücke über den Strelasund, die den alten Rügendamm entlasten soll. Stralsund hat einen Zubringer zur Bundesautobahn 20 und liegt an den Bundesstraßen B 105 aus Richtung Rostock bzw. Greifswald/Neubrandenburg, B 194 aus Richtung Grimmen und B 96 aus Richtung Bergen auf Rügen.
Per Bahn ist Stralsund Hbf aus Richtung Berlin (über Prenzlau oder Neubrandenburg) und Rostock erreichbar. An letztgenannter Verbindung befindet sich der Haltepunkt Stralsund-Grünhufe. An der Strecke nach Bergen, Sassnitz und Binz auf der Insel Rügen gibt es vor der Strelasundquerung auf dem Festland den Bahnhof Stralsund Rügendamm.
Stralsund hat einen Stadthafen und mehrere Yachthäfen und wird von Yachten, Fluss- und Seekreuzfahrtschiffen angefahren. Ebenfalls besteht ein Seehafen für Frachtschiffe. Im Jahre 2006 wurden mehr als 1.000.000 Tonnen Güter umgeschlagen. Die nächstgelegenen Flughäfen sind der Flughafen Barth, der Flughafen Rostock-Laage und der Flugplatz Stralsund (direkt nördlich von Stralsund).
Die Nahverkehr Stralsund GmbH bedient mit Bussen das Stadtgebiet und die nähere Umgebung. Bis 1966 verkehrten auch Straßenbahnen.
Der Radwanderweg entlang der Deutschen Alleenstraße und der internationale Ostseeküsten-Radweg (deutscher Teil: Ostseeküstenroute (D2)) verlaufen an Stralsund vorbei.

### Verkehr im ehemaligen Landkreis Rügen
Die Bundesstraße 96 ist die Hauptader des Straßenverkehrs auf Rügen. Die erste Brücke zwischen Stralsund auf dem Festland und Altefähr auf Rügen, der Rügendamm, wurde im Jahre 1936, eine zweite Brücke im Jahr 2007 fertiggestellt. Die Bahnstrecke von Lietzow bis Stralsund ist zweigleisig und elektrifiziert. Die weiteren Abschnitte nach Sassnitz und Binz sind eingleisig ausgeführt. Flugverkehr mit kleinen Maschinen erfolgt über den Flugplatz Rügen.

### Große Straßen im Kreisgebiet
Durch den Landkreis Vorpommern-Rügen verläuft die Bundesautobahn A 20, die vom Kreuz Uckermark in Brandenburg bis nach Bad Segeberg in Schleswig-Holstein reicht. Darüber hinaus ziehen sich mit der B 105, der B 194, der B 196 und der B 96 vier Bundesstraßen durch den Großkreis.

## Bildung und Forschung

### Hochschulen
Die Hochschule Stralsund wurde 1990 gegründet. Die Hochschule ist in staatlicher Trägerschaft des Landes Mecklenburg-Vorpommern.

### Berufsschulen
Berufsfachschulen mit verschiedenen fachlichen Ausrichtungen gibt es u. a. in Stralsund, Barth und Ribnitz-Damgarten.

### Schulen
Im Kreis gibt es unter anderem folgende staatlichen Gymnasien:
- Schulzentrum Barth, Gymnasialteil „Katharina von Hagenow“ in Barth
- Ernst-Moritz-Arndt-Gymnasium in Bergen auf Rügen
- Gymnasium Grimmen in Grimmen
- Richard-Wossidlo-Gymnasium in Ribnitz-Damgarten
- Hansa-Gymnasium in Stralsund
- Schulzentrum am Sund mit dem Goethe-Gymnasium in Stralsund
- Integrierte Gesamtschule Grünthal (mit gymnasialer Oberstufe) in Stralsund

## Religion
Im Landkreis Vorpommern-Rügen gibt es evangelisch-lutherische Kirchgemeinden, diese gehörten bis 2012 größtenteils zum Kirchenkreis Stralsund der Pommerschen Evangelischen Kirche und zu einem geringen Teil zum Kirchenkreis Rostock der Evangelisch-Lutherischen Landeskirche Mecklenburgs. Seit 2012 sind beide in der Evangelisch-Lutherischen Kirche in Norddeutschland vereinigt. Die katholischen Gemeinden gehören größtenteils zum Dekanat Vorpommern des Erzbistums Berlins und geringfügig zum Dekanat Rostock des Erzbistums Hamburg.

## Schutzgebiete
Im Landkreis befinden sich 51 ausgewiesene Naturschutzgebiete (Stand Februar 2017).

## Kfz-Kennzeichen
Am 4. September 2011 wurden dem Landkreis die Unterscheidungszeichen NVP (Nordvorpommern) und RÜG (Rügen) der beiden Altkreise zugewiesen. Diese behielten ihre Gültigkeit auch im Landkreis Vorpommern-Rügen, bis dort am 1. Februar 2012 das Kürzel VR eingeführt wurde. Die Hansestadt Stralsund behielt ihr Kürzel HST und gibt es bis heute aus. Auch der Teilkreis Rügen behielt sein Kürzel RÜG, das aber zunächst nur auf den Inseln Rügen und Hiddensee alternativ zum Kürzel VR galt.
Seit dem 15. März 2013 ist RÜG, ebenso wie auch die Unterscheidungszeichen GMN (Grimmen), NVP und RDG (Ribnitz-Damgarten), optional im gesamten Landkreis (mit Ausnahme der Hansestadt Stralsund) erhältlich.